# Chiesa cattolica nel Sudan del Sud
La Chiesa cattolica nel Sudan del Sud è parte della Chiesa cattolica universale in comunione con il vescovo di Roma, il Papa.

Mappa delle Diocesi cattoliche in Sudan e Sudan del Sud:
Sudan:
1 Diocesi di El Obeid
2 Arcidiocesi di Khartoum
Sudan del Sud:
3 Diocesi di Wau
4 Diocesi di Rumbek
5 Diocesi di Malakal
6 Diocesi di Tombura-Yambio
7 Diocesi di Yei
8 Arcidiocesi di Giuba
9 Diocesi di Torit

## Storia
L'evangelizzazione di quello che oggi si chiama Sudan del Sud è connessa a quella del Sudan, essendo stati fino al 2011 un'unica nazione.
I primi tentativi di missionari cattolici nel Paese iniziarono verso la metà del XIX secolo, quando fu creato il vicariato apostolico dell'Africa Centrale che aveva dei confini estremamente ampi. Molte congregazioni missionarie, quali francescani, gesuiti fallirono nel tentativo di evangelizzare la zona provenendo da nord (Egitto e Sudan), ma non riuscirono a penetrare e furono decimati dalle malattie. Ebbe più successo l'opera iniziata da Daniele Comboni attraverso la congregazione dei comboniani che tuttora oggi evangelizzano in queste terre.
Sotto la colonia anglo-egiziana le zone dell'attuale Sudan del Sud erano state suddivise in aree cattoliche e aree anglicane ed i rispettivi missionari non potevano entrare gli uni nelle aree degli altri. Con l'indipendenza il governo islamico di Khartoum rimosse questi limiti e cercò a più riprese di islamizzare tutto il Paese.
La guerra Mahdista del 1881-1898 fu il primo episodio che distrusse tutte le missioni cristiane, seguito dall'espulsione di tutti i missionari stranieri del 1964.
Lungo tutto il XX secolo i missionari comboniani cercarono comunque di portare avanti l'opera di evangelizzazione nel Sudan del Sud per quanto fosse teatro della guerra con il Sudan che ha distrutto molte chiese e impedito in molti modi una normale azione pastorale. Solo con la pace del 2005 la Chiesa del Sudan del Sud ha potuto cominciare a riorganizzarsi, i vescovi hanno potuto far ritorno alle loro sedi vescovili, cosa che anteriormente era problematica. La prima missione che la Chiesa ha svolto in questo tempo è stata quella di diffondere coraggio e vigilare sullo svolgimento del processo di pace che ha portato al referendum per l'indipendenza del 2011. Con l'indipendenza anche la Chiesa cattolica, insieme alle altre confessioni anglicane e protestanti, ha potuto cominciare a guardare al futuro e a riorganizzarsi, anche per accogliere l'enorme flusso di sud sudanesi di ritorno dal Sudan e dagli altri paesi esteri in cui si erano rifugiati a causa della guerra e ad occuparsi dei loro bisogni pastorali, invitando molte altre congregazioni ed associazioni cattoliche a partecipare alle nuove sfide dell'evangelizzazione che si prospettano.

## Organizzazione ecclesiastica
Nel 2024 la Chiesa cattolica di rito latino è presente sul territorio con 1 sede metropolitana e 7 diocesi suffraganee:
- Arcidiocesi di Giuba
  - Diocesi di Bentiu
  - Diocesi di Malakal
  - Diocesi di Rumbek
  - Diocesi di Tombura-Yambio
  - Diocesi di Torit
  - Diocesi di Wau
  - Diocesi di Yei

I vescovi fanno tuttora parte di un'unica conferenza episcopale con quelli delle diocesi del Sudan. Il seminario nazionale sudanese è stato riportato nella capitale del Sudan del Sud: Giuba.
I fedeli appartenenti alle Chiese cattoliche di rito orientale fanno riferimento alle eparchie del proprio rito presenti in Egitto.

## Statistiche
La popolazione cattolica nel 2021 ammonta a 7.225.000 battezzati, pari al 52,4 % della popolazione.

## Nunziatura apostolica
La Santa Sede e la repubblica del Sud Sudan, il 22 febbraio 2013, hanno deciso di comune accordo di stabilire tra di loro relazioni diplomatiche, a livello di nunziatura apostolica da parte della Santa Sede e di ambasciata da parte della Repubblica del Sud Sudan. La nunziatura apostolica è stata istituita il 1º maggio successivo con la bolla Quo firmiores di papa Francesco. Fino al 2024 ricopriva l'incarico di nunzio apostolico il rappresentante diplomatico in Kenya; da allora il Sudan del Sud ha un nunzio apostolico residente.

### Nunzi apostolici
- Charles Daniel Balvo, arcivescovo titolare di Castello (21 dicembre 2013 - 21 settembre 2018 nominato nunzio apostolico nella Repubblica Ceca)
- Hubertus Matheus Maria van Megen, arcivescovo titolare di Novaliciana (19 marzo 2019 - ?)
- Séamus Patrick Horgan, arcivescovo titolare di Árd Sratha, dal 14 maggio 2024